# آيت سيدي احمد أوحمد (أم ربيع)
آيت سيدي احمد أوحمد هي إحدى مشيخات المملكة المغربية، تتبع جغرافيا لإقليم خنيفرة وإداريًا لأم ربيع. يقدر عدد سكانها بـ 671 نسمة حسب الإحصاء الرسمي للسكان والسكنى لسنة 2004.